# 351 av. J.-C.
Cette page concerne l'année 351 av. J.-C. du calendrier julien proleptique.

## Événements
- Printemps : 
  - Philippe II de Macédoine prend Hèraion Teichos et soumet certains vassaux de Kersobleptès, qui doit lui remettre son fils comme otage et peut-être lui payer tribut. Philippe livre Hèraion Teichos aux Périnthiens et rentre en Macédoine. Il contrôle alors un vaste territoire, des Thermopyles à la Propontide. Après une incursion en territoire chalcidien, accompagnée de pillages, il consacre ses efforts à consolider les frontières septentrionales et occidentales (Illyrie et Épire, où il met le roi Arymbas sous protectorat et emmène en otage son neveu Alexandre) ainsi qu’à organiser la Thessalie (351/350 av. J.-C.)[1].
- Troisième guerre sacrée : défaite de la cavalerie phocidienne conduite par le stratège Phalaicos à Chéronée ; il est chassé de Béotie[2].
- Juin-juillet : les Béotiens envahissent et ravagent la Phocide[3].
- 5 juillet (28 juin du calendrier romain) : début à Rome du consulat de deux patriciens, Caius Sulpicius Peticus (V) et Titus Quinctius Poenus Capitolinus Crispinus (II), accepté par le peuple après un allègement des dettes. Campagne des consuls contre les Falisques et Tarquinia. Une trêve de quarante ans est conclue. La censure devient accessible à la plèbe. Caius Marcius Rutilus devient le premier censeur plébéien. Dictature de Marcus Fabius Ambustus pour présider aux comices consulaires[4].
- Hiver 351-350 av. J.-C.[5]: le pharaon d'Égypte Nectanébo II repousse une nouvelle offensive d’Artaxerxès III avec l'aide des mercenaires grecs Diophante d'Athènes et Lamios de Sparte[6]. Peu après la défaite perse, une révolte phénicienne dirigée par Tennès, roi de Sidon, éclate. Sidon est prise par l'armée perse vers 346-345 av. J.-C.[7].

- Idrieus, frère de Mausole, devient satrape de Carie (fin en 344  av. J.-C.)[8].
- L'orateur athénien Démosthène dénonce la politique expansionniste de Philippe II de Macédoine (« Première Philippique »). La majorité du peuple athénien reste cependant attachée à la politique défensive prônée par Eubule[1].

## Naissances
- Denys d'Héraclée

## Décès
- Artémise II